# Oulactis magna
Oulactis magna is een zeeanemonensoort uit de familie Actiniidae.
Oulactis magna is voor het eerst wetenschappelijk beschreven door Stuckey in 1909.